# 奥索波
奥索波（義大利語：Osoppo），是意大利乌迪内省的一个市镇。总面积22.16平方公里，人口3003人，人口密度135.5人/平方公里（2009年）。ISTAT代码为030066。